# B.B. King
Riley B. King, bedst kendt som B. B. King (født 16. september 1925 i Itta Bena, Mississippi, USA, død 14. maj 2015 i Las Vegas, USA) var en amerikansk bluesmusiker, guitarist og sangskriver. Ifølge musikmagasinet Rolling Stone var han den tredjestørste guitarist nogensinde efter Jimi Hendrix og Duane Allman. Han har en stjerne på Hollywood Walk of Fame.
I 1949 begyndte King at indspille musik, da han fik en pladekontrakt med det Los Angeles-baserede pladeselskab RPM Records. Mange af Kings tidlige indspilninger var produceret af Sam Phillips, der senere grundlagde Sun Records. 
I 1950'erne blev King et af de vigtigste navne inden for rhythm and blues-stilarten, med hits som "You Know I Love You", "Woke Up This Morning", "Please Love Me", "When My Heart Beats Like a Hammer", "Whole Lotta' Love", "You Upset Me Baby", "Every Day I Have the Blues", "Sneakin' Around", "Ten Long Years", "Bad Luck", "Sweet Little Angel", "On My Word of Honor" og "Please Accept My Love". I 1962 underskrev King en pladekontrakt med ABC-Paramount Records, og i november 1964 indspillede han  albummet Live at the Regal på The Regal Theatre i Chicago.
Kings første succes udenfor bluesgenren var en 1969-coverversionen af Roy Hawkins-sangen "The Thrill is Gone", der blev et hit på både pop- og R&B-hitlisterne. Samme år spillede han på The Rolling Stones åbningsnummer, på deres USA-turné. Kings succes inden for populærmusikken fortsatte i 1970'erne med sange som "To Know You Is to Love You" og "I Like to Live the Love". Fra 1951 til 1985 var King 74 gange på Billboard Magazines R&B-hitliste.
Siden 1980'erne har Kings indspilningstempo været faldende, men han har dog stadig en aktiv karriere, med bl.a. deltagelse i tv-programmer og spillefilm, og 300 optrædener om året. I 1988 lærte en ny generation ham at kende, da han indspillede sangen "When Love Comes To Town" med rockgruppen U2. I 2000 indspillede King sammen med guitaristen Eric Clapton albummet Riding With the King. I 2003 optrådte King live i en halv times tid med gruppen Phish i New Jersey.
Fra 29. marts til 4. april 2006 var King på afskedsturné i Europa, særligt i Storbritannien, sammen med Gary Moore.
B. B. King udgav d. 26. august 2008 et nyt album i anledningen af, han var blevet radiovært på XM, "et af de få steder, hvor lyden af blues stadig trives", sagde B.B. King. Albummet hedder "One Kind Favor", der er udgivet af pladeselskabet Universal, opnåede en 37. plads på den amerikanske Bilboard 200.

## Diskografi
- King of the Blues (1960)
- My Kind of Blues (1960)
- Live at the Regal (live, 1965)
- Lucille (1968)
- Live and Well (1969)
- Completely Well (1969)
- Indianola Mississippi Seeds (1970)
- B.B. King In London (1971)
- Live in Cook County Jail (1971)
- Lucille Talks Back (1975)
- Midnight Believer (1978)
- Live "Now Appearing" at Ole Miss (1980)
- There Must Be a Better World Somewhere (1981)
- Love Me Tender (1982)
- Why I Sing the Blues (1983)
- Six Silver Strings (1985)
- B.B. King and Sons Live (live, 1990)
- Live at San Quentin (1991)
- Live at the Apollo (live, 1991)
- There is Always One More Time (1991)
- Blues Summit (1993)
- Lucille & Friends (1995)
- Deuces Wild (1997)
- Let The Good Times Roll (1999)
- Riding with the King (2000)
- Reflections (2003)
- The Ultimate Collection (2005)
- B.B. King & Friends: 80 (2005)
- One Kind Favor (2008)

## Reference
1. ↑  "Blueslegenden B.B. King er død". jyllands-posten. 15. maj 2015. Hentet 2015-05-15.
2. ↑  "Rolling Stone Magazine: 100 Greatest Guitarist of All Time". Arkiveret fra originalen 5. juli 2007. Hentet 12. april 2008.